# Kauaeranga River
Der Kauaeranga River ist ein Fluss auf der Coromandel Peninsula in der Region Waikato auf der Nordinsel von Neuseeland.

## Geographie
Der Kauaeranga River entspringt in den Coromandel Range an der Nordflanke des 759 m hohen Bergs, der als The Pinnacles bekannt ist und Ziel vieler Wanderer ist. Von dort aus fließt der Fluss nach einem kurzen Schwenk in südwestliche Richtung, bevor er südlich des Stadtzentrums von Thames in den Firth of Thames mündet. Der Kauaeranga River hat eine Länge von 31,2 km und ein Wassereinzugsgebiet von 129 km2. Nebenflüsse mit einer Gesamtlänge von 155 km tragen ihm das Wasser zu.

## Nutzung
Im oberen Teil des Kauaeranga Valley, im Coromandel Forest Park befinden sich mehrere Campingplätze zu Seiten des Flusses, die vom Department of Conservation (DOC) geführt werden.
Fast auf seiner gesamten Länge können in dem Fluss Regenbogenforellen geangelt werden.